# Base aèria de Torrejón de Ardoz
La Base Aèria de Torrejón de Ardoz (codi IATA: TOJ, codi OACI: LETO) és un dels principals aeroports militars espanyols prop de Madrid. L'operador actual és l'Exèrcit de l'Aire i de l'Espai d'Espanya.
Va ser usat, conjuntament amb l'Exèrcit de l'Aire, per la Força Aèria dels Estats Units (USAF) fins a 1992. Després d'haver estat utilitzat conjuntament per l'Exèrcit de l'Aire d'Espanya i AENA, aquesta última per a l'aviació executiva, actualment aquestes operacions han estat traslladades a l'Aeroport Adolfo Suárez Madrid-Barajas.

## Història
La Base Aèria de Torrejón va ser originària i exclusivament la seu de l'Institut Nacional de Tècnica Aeroespacial (INTA). En l'actualitat l'INTA es troba encara al costat oposat de la pista d'enlairament, exactament on estava llavors. Allí es troba també l'esquadró d'assajos en vol de l'Exèrcit de l'Aire.
Després dels Pactes de Madrid de 1953 entre els Estats Units i Espanya, llavors sota la dictadura franquista, la USAFE (United States Air Force Europe) va construir a Torrejón de Ardoz una llarga i nova pista d'enlairament de 13.400 peus (4.266 m), reemplaçant la pista d'aterratge que hi havia llavors, una enorme plataforma d'aparcament de formigó i altres múltiples instal·lacions per allotjar als bombarders de la Força Aèria Estratègica dels Estats Units i recolzar a les missions SAC Reflex. Aquestes instal·lacions es mantenen en l'actualitat i la pista d'enlairament de la Base Aèria de Torrejón segueix sent la pista d'enlairament més llarga d'Europa.
La gran importància que van adquirir les instal·lacions de la Base de Torrejón, van portar al tancament, en 1965, del veí Aeròdrom Barberán y Collar en Alcalá de Henares.
La Base Aèria de Torrejón (anomeda Torrejon AB per la USAF) va ser una de les tres principals bases aèries de la USAFE a Espanya durant la Guerra Freda. Les altres eren la Base aèria de Saragossa i la Base Aèria de Morón, prop de Sevilla. Els avions de la USAFE portaven les lletres d'identificació en la cua "TJ" per indicar la seva pertinença a la Torrejon AB. Aquestes tres bases aèries, a conseqüència de la seva gran grandària i del nombre d'unitats basades en elles, formen part en l'actualitat del conjunt de bases aèries més importants de l'Exèrcit de l'Aire. La Marina dels EUA manté encara una base aeronaval d'ús conjunt en Rota (Cadis), que es va construir alhora que les tres bases aèries de la USAFE.
Durant la Guerra Freda, la instal·lació va ser seu de la Setzena Força Aèria dels Estats Units a Europa, així com de la 401 Tactical Fighter Wing.
Les aeronaus de la USAFE de la Base a Torrejón rotaven destacades a altres bases aèries USAFE, com la Base Aèria d'Aviano, Itàlia, i l'AB Incirlik, Turquia, que trobaven més prop de l'URSS i, per tant, més exposades. Torrejón va ser, a més, una posada en escena del reforç i la base logística del transport aeri.
La USAF va retirar el gruix de les seves forces el 21 de maig de 1992; no obstant això, la fi definitiva de la presència militar nord-americana a Torrejón no va ser oficialitzat fins a gairebé 12 anys després, el 12 de febrer de 2004.

### Retirada de la USAF
En 1987 es van renegociar els acords relatius a la presència de les Forces Armades dels EUA a Espanya. Es va pressionar molt perquè es reduís la presència militar dels Estats Units a Espanya. Grups polítics d'esquerra van fer campanya en contra de les bases i de la presència nord-americana a Espanya. A més, l'acord de la Base es va convertir en un símbol de la cooperació dels Estats Units amb el règim antic de Francisco Franco. Per a molts espanyols era important eliminar els vestigis de la història mitjançant la conversió dels acords d'Espanya amb EUA exclusivament al que dictés l'OTAN.
El resultat del referèndum de 1986 sobre l'ingrés a l'OTAN va obligar el govern espanyol a negociar la reducció de la presència militar dels Estats Units a Espanya. Espanya va insistir que els avions F-16 es retiressin de Torrejón com a condició per a la renovació de l'acord de les bases i va amenaçar amb expulsar a totes les forces dels Estats Units a Espanya si aquesta demanda no era acceptada. Els Estats Units consideraven que la contribució militar espanyola era mínima, i el govern espanyol tenia factors interns que permetien un debilitament de les defenses de l'OTAN. A pesar que es va acordar amb Itàlia l'acolliment dels F-16 a la base aèria d'Aviano, la despesa del trasllat seria molt elevada i la unitat estaria en una posició més exposada a les forces del Pacte de Varsòvia.
El gener de 1988 Espanya i els Estats Units van anunciar conjuntament que havien aconseguit un acord que complia les condicions exigides per Espanya. Els F-16 anaven a ser retirats de Torrejón en tres anys, fins a mitjan 1991. S'esperava que aquesta mesura reduiria el nombre de personal dels Estats Units a Espanya a gairebé la meitat.
L'aplicació d'aquest acord es va retardar per la crisi de 1990/91 a Kuwait, quan la TFW 401 va ser una de les primeres ales de combat nord-americans per respondre, amb el desplegament de la 612 TFS des de la seva base a Incirlik de Turquia i la 614 TFS, convertint-se en la primera unitat militar desplegada a Qatar, l'Estat del Golf Pèrsic. Aquests esquadrons van fer un gran nombre de missions durant les operacions Escut del Desert i Tempesta del Desert (durant la Primera Guerra del Golf).
Després de 1991 va cessar el foc a Iraq i els plans van procedir a abandonar la base aèria de Torrejón. El 28 de juny, la 613 TFS va ser desactivada i els seus avions enviats als Estats Units. La 612 TFS va ser desactivada l'1 d'octubre i la 614 TFS l'1 de gener de 1992.
De conformitat amb l'acord de 1988, la porció de la base de la USAF va ser retornada al govern espanyol el 21 de maig de 1992, traslladant l'Ala Tàctica de Combat 401 a la base aèria d'Aviano, Itàlia, sense personal ni equip.

### Base espanyola
Actualment la Base Aèria de Torrejón està composta per les següents unitats:
Ala 12, (Unitat de Caces, dotada de F-18)
- 43 Grup de Forces Aèries, (Unitat dotada d'avions contraincendis o apagafocs)
- 45 Grup (Unitat dedicada a transport d'autoritats o vols VIP)
- 47 Grup Mixt (Unitat de Transport i Intel·ligència)
- Agrupació Base Aèria de Torrejón
- MACOM (Comandament Aeri de Combat)
- CESAEROB
- ESTAER (Escola de Tècniques Aeronàutiques)
- ECAO 1
- GRUCEMAC (Grup Central de Comandament i Control)
- GRUCAO
- JSMC (Prefectura Superior de Comandament i Control)
- CLAEX (Centre Logístic d'Armament i Experimentació)
- CLOIN (Centre Logístic d'Intendència)
- UME (Unitat Militar d'Emergències)
- Centre d'Operacions Aèries de la regió sud de l'OTAN (CAOC Torrejón)
- Caserna General del Comandament Aeri de Combat (MACOM)
- Centre de Satèl·lits de la Unió Europea
- BRIPAC (Brigada Paracaigudista) - Secció de Llançament de Càrregues Pesades - Exèrcit de Terra

i subdividits els següents esquadrons:
- 121 (Pocker, de l'Ala 12)
- 122 (Tennis, de l'Ala 12)
- 431 Del 43 Grup de Forces Aèries
- 432 Del 43 Grup de Forces Aèries
- 451 Del 45 Grup
- 471 Del 47 Grup
- 472 Del 47 Grup
- 541 del Claex